# Paolo Maria Nocera
Paolo Maria Nocera (Rome, 22 juli 1985) is een Italiaans autocoureur.

## Loopbaan
- 2003: Formule Renault 2.0 Italië, teams Imola Racing en Cram Competition.
- 2003: Eurocup Formule Renault 2.0, team Imola Racing (1 race).
- 2004: Italiaanse Formule 3 kampioenschap, team Lucidi Motors (7 races).
- 2004: Formule Renault 2.0 Italië, team RP Motorsport.
- 2005: Italiaanse Formule 3 kampioenschap, team Lucidi Motors (3 overwinningen, 3de in eindklassement).
- 2006: Euroseries 3000, team Fisichella Motor Sport International (3 overwinningen).
- 2006: Formule 3 Euroseries, team Prema Powerteam (8 races).
- 2006: Masters of Formula 3, team Prema Powerteam.
- 2007: Italiaanse Formule 3 kampioenschap, team Lucidi Motors (6 overwinningen, kampioen).
- 2008: GP2, team BCN Competición (2 races).
- 2008: Formule Renault 3.5 Series, team RC Motorsport (4 races).

## GP2 resultaten
| Jaar | Inschrijving    | 1          | 2          | 3       | 4       | 5       | 6       | 7       | 8       | 9       | 10      | 11      | 12      | 13      | 14      | 15      | 16      | 17      | 18      | 19      | 20      | Rang | Punten |
| ---- | --------------- | ---------- | ---------- | ------- | ------- | ------- | ------- | ------- | ------- | ------- | ------- | ------- | ------- | ------- | ------- | ------- | ------- | ------- | ------- | ------- | ------- | ---- | ------ |
| 2008 | BCN Competición | ESP FEA 17 | ESP SPR NF | TUR FEA | TUR SPR | MON FEA | MON SPR | FRA FEA | FRA SPR | GBR FEA | GBR SPR | GER FEA | GER SPR | HUN FEA | HUN SPR | EUR FEA | EUR SPR | BEL FEA | BEL FEA | ITA FEA | ITA SPR | 34   | 0      |